# Werner von Essen
Emil Werner von Essen (né le 4 septembre 1875 à Heinola – mort le 26 septembre 1947 à Helsinki) est un architecte finlandais.

## Carrière
En 1901, il obtient son diplôme d’architecte de l'Université technologique d'Helsinki.
De 1903 à 1913, Werner von Essen est actionnaire du cabinet d'architectes Von Essen - Kallio - Ikäläinen.
De 1915 a 1943, Werner von Essen est le recteur de l' école supérieure de design industriel d'Helsinki.
En 1943, Werner von Essen prend sa retraite et Rafael Blomstedt devient le nouveau recteur de l'école,.

## Ouvrages principaux
Dans les années 1904-1913, Werner von Essen a conçu des immeubles de style art nouveau dans les quartiers de Katajanokka , Eira, Punavuori, Kaartinkaupunki et Töölö aux adresses suivantes :
- Luotsikatu 10 (1904)[5],
- Kauppiaankatu 4 (1904)[6]
- Kauppiaankatu 6 (1906)[7]
- Kauppiaankatu 12 (1906)[8]
- Merimiehenkatu 18 (1907)[9]
- Erottajankatu 11 (1909)[10]
- Engelinaukio 10 (1911)[11]
- Armfeltintie 6 (1911)[12]
- Topeliuksenkatu 9 (1912)[13],[14]
- Mannerheimintie 72 (1912)[14]